# Pão de rala
Pão de rala é uma sobremesa que faz parte da doçaria tradicional portuguesa, em especial na região do Alentejo. Pensa-se que seria confecionada pelos frades e freiras dos conventos que existiam por todo o Alentejo, antes da sua expulsão decretada em 1834 por Joaquim António de Aguiar. Daí esta doçaria ser chamada de doçaria conventual. Este pão de rala leva na sua massa muitos ovos (gemas), açúcar, raspa de limão, amêndoas piladas, gila ou chila e, por vezes, até chocolate.
O nome e a aparência do doce derivam de uma história, segundo a qual o rei D. Sebastião visitou o convento de Santa Helena do Calvário, em Évora. Sendo um convento pobre só lhe puderam oferecer "pão ralo", azeitonas e água.

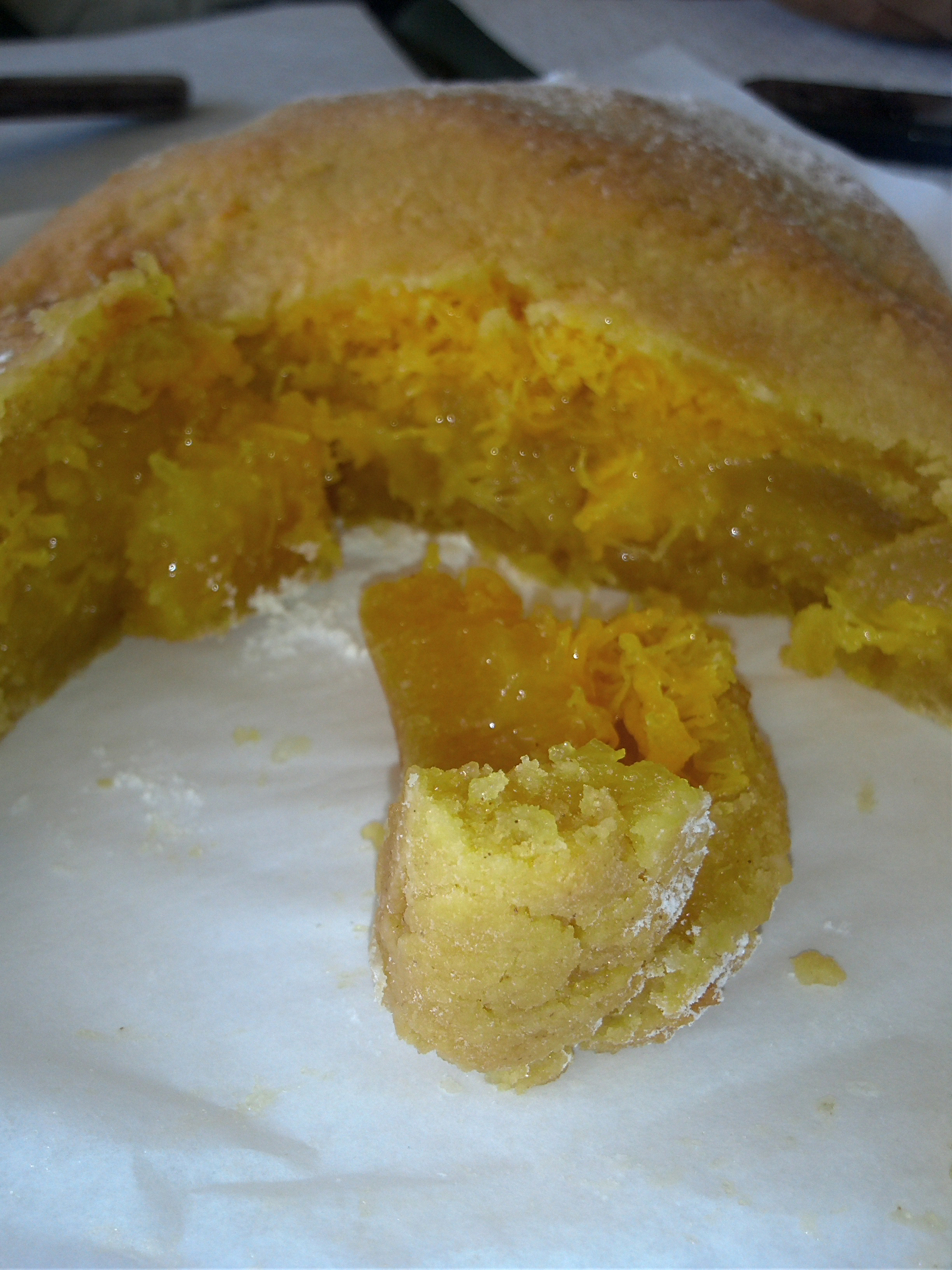
Pão de Rala, aberto, vendo-se o recheio.